# زمین‌لرزه ۱۹۸۵ ناهانی
زمین‌لرزه ناهانی  در تاریخ ۵ اکتبر ۱۹۸۵ میلادی، برابر با ‎۱۳ مهر ۱۳۶۴، ساعت ۱۵:۲۴:۰۲ به زمان یوتی‌سی در کانادا ، منطقه نورت‌وست تریتوریز رخ داد. ژرفای این زلزله ۸٫۶ کیلومتر بود، و بزرگی آن ۶٫۶ در مقیاس Mw اعلام شده‌است. زمین‌لرزه به وقت محلی در روز شنبه، ساعت ۸ روی داده و منطقه زمانی آن یوتی‌سی -۷ بوده‌است (با لحاظ تغییر ساعت تابستانی).
سازمان زمین‌شناسی آمریکا نیز رومرکز این زمین‌لرزه را در مختصات ۶۲°۱۴′۱۳″شمالی ۱۲۴°۱۵′۵۸″غربی / ۶۲٫۲۳۷°شمالی ۱۲۴٫۲۶۶°غربی و ژرفای آنرا در ۱۰ کیلومتر گزارش کرده‌است. بزرگی برگزیدهٔ این سازمان از میان بزرگیهای محاسبه‌شدهٔ مختلف ۶٫۸ در مقیاس MS بوده و از دید اثر، در میان چهار دسته‌بندی «نامحسوس»، «محسوس»، «زیان‌آور» یا «با تلفات»، زلزله را «زیان‌آور» اعلام کرده‌است.
پروژهٔ «تنسور گشتاور مرکزوار» زاویه‌های (راستا، شیب، ریک) گسل سازندهٔ زمین‌لرزه و صفحه عمود بر آنرا (°۳۳۴، °۳۸، °۸۱) یا (°۱۶۵، °۵۳، °۹۷) و نوع گسل را «معکوس» فرارسانده‌است.